# Kamenolomni
Kamenolomni (en russe : Каменоло́мни) est une commune urbaine et le centre administratif du raïon Oktiabrski (oblast de Rostov, Russie), située à 3 km au sud de Chakhty et à 60 km au nord-est de Rostov-sur-le-Don, sur les rives de la rivière Grouchevka.

## Histoire
La première mention du khoutor Maximovski remonte à 1859. En 1863 la voie ferrée de Moscou à Rostov-sur-le-Don est construite et passe à moins d’un kilomètre de la commune et la halte Maximovka est créée. Le 1er mai 1902 la halte est renommée Kamenolomni (carrières de pierre). En 1933 la commune de Maximo-Novogrouchevski, née de la fusion de deux villages voisins, prend le nom de Kamenolomni. Depuis 1938 la commune est le centre administratif du raïon.

## Géographie
La stanitsa Krivianskaïa est située sur la Grouchevka, essentiellement sur la rive gauche, immédiatement au sud de Chakhty.

## Démographie
En 2016 la stanitsa compte 10 639 habitants.